# Иранцы на Филиппинах
На Филиппинах есть сообщество иранцев, в том числе много иностранных студентов, привлечённых недорогим образованием на английском языке. Согласно данным переписи населения Филиппин 2000 года, они были 11-й по величине группой иммигрантов и экспатов.

## История миграции
Благодаря низкой плате за обучение и использованию английского языка в качестве языка обучения иранские студенты начали учиться на Филиппинах ещё в 1960-х годах. К концу 1970-х годов на Филиппинах обучалось от 2500 до 3500 иранских студентов, в основном в Маниле. Хотя правительство шаха предоставило им стипендии, многие из них были сторонниками имама Хомейни. После успеха иранской революции в феврале 1979 года семьсот иранских студентов ворвались в посольство Ирана и повесили там портрет Хомейни. Иранские студенты также проявляли интерес к политическим вопросам, связанным с исламом на Филиппинах. Они объединились с местными мусульманами и проводили с ними совместные акции протеста, организовали доставку и распространение религиозной литературы из Ирана. Это, естественно, вызвало подозрения у правительства Фердинанда Маркоса, которое приказало Министерству образования тщательно изучить все дела иранских студентов. В 1980 году ни один иранский студент не был принят на учёбу, а 30 были депортированы.
Однако волнения продолжались и в последующие годы. Иранские студенты продолжали устраивать различные политические демонстрации. Студенты, выступающие за и против Хомейни, участвуют в ожесточённых столкновениях. Известно, что сторонники Хомейни поддерживали контакты с Фронтом национального освобождения моро, отправляя им средства и оружие; они также убили некоторых студентов, настроенных против Хомейни. В 1981 году правительство Филиппин обвинило ещё 200 иранских студентов в совершении действий, «враждебных национальным интересам» и нарушении условий их пребывания на Филиппинах, и депортировало их. Однако сообщения о жестоких столкновениях продолжали поступать вплоть до 1987 года.
По состоянию на 2010 год Иран продолжал отправлять тысячи студентов на Филиппины. Иранцы были третьей по величине группой обладателей студенческой визы 9 (F) в том году, насчитывая 2980 человек, после китайцев и корейцев. Среди них несколько иранских студентов-медиков в Себу, которые в 2010 году стали жертвами трагической и ставшей широко известной автобусной аварии, после которой посольство Ирана вынуждено было провести расследование.

## Особое отношение к беженцам
Некоторые из студентов, настроенных против Хомейни, были признаны беженцами; к 2008 году двое из них даже натурализовались как филиппинские граждане. Среди беженцев были некоторые бывшие иранские дипломатические представители, служившие при шахе Мохаммаде Резе Пехлеви, затем поселившиеся на Филиппинах, такие как атташе по трудовым вопросам Хосров Минучехр, который, как считается, стоял за большей частью протестов против Хомейни в 1980-х годах. Многие иранцы, состоящие в браке с филиппинцами, смогли получить статус «Раздел 13 (A)», эквивалентный постоянному проживанию, со свободой работать, учиться и вести бизнес в любой области, кроме тех, которые ограничены для граждан Филиппин; однако им по-прежнему нужна выездная/повторная виза для международных поездок. Официально статус 13 (A) требует наличия паспорта с неистёкшим сроком действия, но официальные лица Филиппин часто отказываются от этого требования в случае иранцев. К началу 1990-х иранцы составляли большинство неиндокитайских беженцев на Филиппинах. Однако из-за столкновений между проправительственными и антиправительственными иранскими группировками на Филиппинах иранцы были классифицированы как «иностранцы с ограниченным доступом», что означает, что иранцам, ещё не находящимся на Филиппинах, впредь будет довольно сложно въехать в страну, и затем остаться в стране в качестве беженцев.

## Известные личности
- Джоуи Мид Кинг[англ.][16] — модель, телеведущая и ведущая мероприятий
- Киан Каземи[англ.][17] — ресторатор, бывший актёр и телеведущий
- Карлос Агасси[англ.] — актёр, рэпер и ресторатор
- Мисах Бахадоран[англ.][18] — футболист